# Sævar Atli Magnússon
Sævar Atli Magnússon (16 de junio de 2000) es un futbolista islandés que juega en la demarcación de delantero para el SK Brann de la Eliteserien.

## Selección nacional
Tras jugar en varias categorías inferiores, finalmente hizo su debut con la selección de fútbol de Islandia en un partido amistoso contra Estonia que finalizó con un resultado de empate a uno tras el gol de Sergei Zenjov para Estonia, y de Andri Guðjohnsen para Islandia.

## Clubes
| Club              | País      | Año       | Partidos | Goles |
| ----------------- | --------- | --------- | -------- | ----- |
| Leiknir Reykjavík | Islandia  | 2015-2021 | 101      | 41    |
| Lyngby Boldklub   | Dinamarca | 2021-2025 | 126      | 20    |
| SK Brann          | Noruega   | 2025-     |          |       |